# Walter Vogt (Schriftsteller)
Walter Vogt (* 31. Juli 1927 in Zürich; † 21. September 1988 in Muri bei Bern) war ein Schweizer Schriftsteller und Psychiater. Er verfasste seit 1965 unter anderem Romane, Erzählungen und Essays. Zudem schuf er Bilder und Kunstobjekte, etwa im Stil der Psychodelic Art.

## Leben
Walter Vogt, Sohn von Maria Vogt, geborene Schwarz, und des promovierten Juristen Werner Vogt, ging in Bern zur Schule, wo er 1956 zum Dr. med. promoviert wurde. Danach arbeitete er als Röntgenarzt am Berner Tiefenauspital. Ende der 1960er Jahre bildete er sich zum Facharzt FMH für Psychiatrie und Psychotherapie weiter. Anschliessend führte er eine Facharztpraxis in Muri bei Bern. Vogt war reformiert, verheiratet ab 1954 mit Elisabeth Vogt, geborene Schwarz, und hatte drei Kinder (Christoph, Michael und Katrin). Seine Gattin, eine Pflegefachfrau, bewahrte Vogt bei seinen Drogenexperimenten einmal vor dem Erfrieren und hielt die Familie über Wasser.
Walter Vogt begann 1961 nach einer Krankheit schriftstellerisch tätig zu werden. Mit seinem ersten Roman Wüthrich, einer Satire auf Ärzteschaft und Krankenhauswesen, erzielte er einen Skandalerfolg. In vielen seiner späteren Werke näherte sich Vogt ab der 1970er Jahre immer mehr der autobiografischen Selbstreflexion (Vergessen und Erinnern, Altern).
Die Themen von Drogenabhängigkeit, Existenz des psychiatrischen Patienten in der Klinik, sexuelle Identität (Maskenzwang), Bisexualität, Homosexualität und Tod vor dem Hintergrund von AIDS durchziehen sein gesamtes Werk, seien es Kriminalromane nach Dürrenmattschem Vorbild, Reisereportagen oder Prosaerzählungen. Zwischen 1963 und 1980 experimentierte Vogt mit der Berner Mundart.
Im Jahr 1978 war Vogt erster Swiss writer in residence an der University of Southern California, Los Angeles. Er war Gründungsmitglied der «Gruppe Olten» – von 1976 bis 1980 deren Präsident – und gehörte dem Deutschschweizer PEN-Zentrum an. Als deren Mitglied unterstützte er die internationale Vereinigung «Ärzte gegen den Atomkrieg». Im Jahr 1982 war er als Gastdozent der Universität Fribourg (Schweiz) tätig. 1986 trat er als Sprecher der «AIDS-Hilfe Bern» an die Öffentlichkeit, die er von 1987 bis zu seinem Tod leitete.
Einzelne Werke wurden ins Chinesische, Französische, Italienische, Polnische und Tschechische übersetzt.
Sein Nachlass wird im Schweizerischen Literaturarchiv aufbewahrt. Darunter sind das grossformatige Porträtgemälde von 1988 sowie eine umfangreiche Serie von Porträtzeichnungen des Schweizer Künstler Stefan Haenni, die kurz vor Vogts Tod entstanden sind und in seinem letzten Tagebuchroman Schock und Alltag kommentiert werden.

## Auszeichnungen
- 1972: Literaturpreis der Stadt Bern
- 1979: Vizepräsidentschaft PEN-Club Schweiz
- 1980 und 1985: Literaturpreis der Stadt Bern in der Kategorie «Buchpreis»
- 1986: Grosser Literaturpreis des Kantons Bern
- 1986: Bürgerpreis der Marktgemeinde Rauris

## Werke

### Buchveröffentlichungen
- Husten. Wahrscheinliche und unwahrscheinliche Geschichten. Diogenes Verlag, Zürich 1965; Diogenes Taschenbuch, Zürich 1978.
- Wüthrich. Selbstgespräch eines sterbenden Arztes. Diogenes, Zürich 1966; Fischer Bücherei, Frankfurt am Main 1970; Diogenes Taschenbuch 1978.
- Melancholie. Die Erlebnisse des Amateur-Kriminalisten Beno von Stürler. Diogenes, Zürich 1967; Diogenes Taschenbuch 1978.
- Alle irrenhäuser sind gelb. Zehn Gedichte. Lukianos, Bern 1967.
- Der Vogel auf dem Tisch. Der Buchhandlungsgehilfe Johannes Lips will ein erwerbstätiges Leben führen. Lukianos, Bern 1968.
- Schizophrenie der Kunst und andere Reden. Arche Verlag, Zürich 1971.
- Die Talpi kommen. Ein Miniroman für kluge Kinder (= Gute Schriften. Band 353). Bern 1971.
- Mein Sinai-Trip. Eine Laienpredigt'. Arche, Zürich 1972. (Autobiografischer Bericht über einen «LSD[7]-Trip», 1971 in Predigtform in Vaduz gehalten.)
- Spiele der Macht. Fernsehspiel, Theaterstück. Lenos Verlag (litprint 86), Basel 1972.
- Der Wiesbadener Kongreß. Roman. Arche, Zürich 1972; Diogenes Taschenbuch 1982.
- Pilatus und Faust. Zwei Monologe. Zytglogge Verlag, Gümligen 1972.
- Klartext. Gedichte. Arche, Zürich 1973.
- Briefe aus Marokko. Arche, Zürich 1974.
- Der Irre und sein Arzt. Erzählungen. Arche, Zürich 1974; Fischer Taschenbuch 1986.
- Die roten Tiere von Tsavo. Erzählungen. Arche, Zürich 1976; Fischer Taschenbuch 1986.
- Schizogorsk. Roman. Arche, Zürich 1977; Fischer Taschenbuch 1986.
- Booms Ende. Erzählungen. Benziger, Zürich 1979; Diogenes Taschenbuch 1982.
- Vergessen und Erinnern. Roman. Benziger, Zürich 1980; Fischer Taschenbuch 1982; Benziger 1992.
- Altern. Roman. Benziger, Zürich 1981; Fischer Taschenbuch 1984; Benziger 1992.
- Metamorphosen. Erzählungen. Benziger, Zürich 1984.
- Maskenzwang. Erzählungen. Benziger, Zürich 1985.
- Du bist dein Weg. Meditationen. Silberschnur, Melsbach 1986, ISBN 3-923781-06-7.
- Der Garten der Frau des Mannes der Noah hieß. Ausgewählte Erzählungen 1965–1987. Vorwort von Kurt Marti. Benziger, Zürich 1987.
- Spiegelungen. Geschichten. Insel (Insel-Bücherei 1096), Frankfurt am Main/Leipzig 1991.
- hani xeit. edition spoken script. Verlag Der gesunde Menschenversand, Luzern 2018.[8]

### Werkausgabe
- Bd. 1: Wüthrich. Der Wiesbadener Kongreß. 1991, Nagel & Kimche Verlag, Zürich.
- Bd. 2: Melancholie. Schizogorsk. 1991.
- Bd. 3: Vergessen und Erinnern. 1996.
- Bd. 4: Schock und Alltag. 1992.
- Bd. 5: Das Fort am Meer. 1993.
- Bd. 6: Die sibirische Reise und andere Erzählungen. 1994.
- Bd. 7: Die roten Tiere von Tsavo. 1994.
- Bd. 8: Altern. 1997.
- Bd. 9: Die Betroffenen. 1993.
- Bd. 10: Schreiben als Krankheit und als Therapie. 1992.

### Theaterstücke
- Aimez-vous Gotthelf, Bern 1966.
- Höhenluft, Theater am Neumarkt Zürich 1966.
- Die Königin des Emmentals, Zürich 1967.
- Der große Traum der Dame von Pioch-Badet, Theater Heddy Maria Wettstein, Zürich 1968.[9]
- Spiele der Macht, Bern 1971.
- Faust X, Solothurn 1972.
- Typhos, Bern 1973.
- Die Betroffenen, Theater am Neumarkt Zürich 1988.
- Pilatus und andere Masken, Wabern bei Bern 1992.
- Der Anruf, Theater am Neumarkt Zürich 1993.

### Hörspiele/Radiosendungen/TV
- Vier Dialoge. Radio DRS 2, 1969.
- Spiele der Macht. Mit René Deltgen und Heinrich Gretler, Regie: Joseph Scheidegger. Fernsehen DRS, 1970.
- Inquisition. Radio DRS 2, 1972.
- Weihnachten im Herz. Radio DRS, 1972.
- Pilatus vor dem schweigenden Christus. Regie: Max Peter Ammann. Fernsehen DRS, 1974.
- Erben. Regie: Heinz Schirk. Fernsehen DRS, 1976.
- Die Inquisition. Fernsehspiel. Regie: Josef Scheidegger. Fernsehen DRS, 1977.
- Amos. Der Prophet und sein Gott. Sprechstück. Radio DRS 2, 1979.
- Jesaia. Sprechstück. Radio DRS 2, 1981.
- Die Betroffenen. Sender Freies Berlin, 1991.